# Croton socotranus
Croton socotranus is een plantensoort uit de wolfsmelkfamilie (Euphorbiaceae). Het is een struik of kleine boom. De soort staat op de Rode Lijst van de IUCN geklasseerd als 'niet bedreigd'.
De soort komt voor op het bij Jemen behorende eiland Socotra. Hij groeit daar in gebieden met Croton struikgewas, "meterhel" geheten en gemengd bladverliezend struikgewas, "shirmihin ďefer" geheten.

## Variëteiten
De soort telt twee variëteiten:
- Croton socotranus var. pachyclados (Radcl.-Sm.) Radcl.-Sm.
- Croton socotranus var. socotranus